# Lepidochrysops bacchus
Lepidochrysops bacchus är en fjärilsart som beskrevs av Riley och Corbet 1938. Lepidochrysops bacchus ingår i släktet Lepidochrysops och familjen juvelvingar. IUCN kategoriserar arten globalt som nära hotad. Inga underarter finns listade i Catalogue of Life.